# Adejeania magalhaesi
Adejeania magalhaesi là một loài ruồi trong họ Tachinidae.